# You Can Get It
A You Can Get It című dal a német eurodance csapat Maxx 3. kimásolt kislemeze a To The Maxximum című albumról. A dal 1994 szeptemberében jelent meg. A dal slágerlistás helyezés volt ugyan, de nem tudta az első debütáló - Get-A-Way - című dal sikerét felülmúlnia. A dal az Egyesült Királyságban a 21. helyezett volt, míg Finnországban a 13. helyen végzett. 
A dal videóklipjét Budapesten forgatták a Hotel Gellértben, de látható a Hősök tere is a videóklipben.

## Megjelenések
CD Maxi  Németország Blow Up – INT 825.689
1. You Can Get It (Airplay Mix) - 3:27
2. You Can Get It (Club Mix) - 5:25
3. You Can Get It (Hardsequencer Mix) - 5:12
4. You Can Get It (Trancemaster Mix) - 4:58

### Slágerlista
| Slágerlista (1994)                    | Legmagasabb helyezés |
| ------------------------------------- | -------------------- |
| Ausztria (Ö3 Austria Top 40)          | 25                   |
| Belgium (Ultratop 50 Flanders)        | 24                   |
| Finland (Suomen virallinen lista)     | 13                   |
| Franciaország (Single Top 100)        | 28                   |
| Netherlands (Dutch Top 40)            | 32                   |
| Svédország (Sverigetopplistan)        | 37                   |
| Egyesült Királyság (UK Singles Chart) | 21                   |